# Onthophagus dunningi
Onthophagus dunningi là một loài bọ cánh cứng trong họ Bọ hung (Scarabaeidae).